# Gare de Saint-Rome-de-Cernon
Gare de Saint-Rome-de-Cernon vasútállomás Franciaországban, Saint-Rome-de-Cernon településen.

## Vasútvonalak
Az állomást az alábbi vasútvonalak érintik:
- Béziers-Neussargues-vasútvonal

## Kapcsolódó állomások
A vasútállomáshoz az alábbi állomások vannak a legközelebb:
- Gare de Tournemire - Roquefort
- Gare de Saint-Georges-de-Luzençon